# Hybalus constantini
Hybalus constantini är en skalbaggsart som beskrevs av Baraud 1979. Hybalus constantini ingår i släktet Hybalus och familjen Orphnidae. Inga underarter finns listade i Catalogue of Life.